# Rhabdepyris
Rhabdepyris är ett släkte av steklar som beskrevs av Jean-Jacques Kieffer 1904. Rhabdepyris ingår i familjen dvärggaddsteklar.
Släktet innehåller bara arten Rhabdepyris myrmecophilus.